# Грін-Ейкерс (Каліфорнія)
Грін-Ейкерс (англ. Green Acres) — переписна місцевість (CDP) в США, в окрузі Ріверсайд штату Каліфорнія. Населення — 2918 осіб (2020).

## Географія
Грін-Ейкерс розташований за координатами 44°6′26″ пн. ш. 86°12′40″ зх. д. / 44.10722° пн. ш. 86.21111° зх. д. (44.107086, -86.211027).  За даними Бюро перепису населення США в 2010 році переписна місцевість мала площу 2,69 км², уся площа — суходіл.

## Демографія
Згідно з переписом 2010 року, у селищі мешкали 144 особи в 64 домогосподарствах у складі 41 родини. Густота населення становила 54 особи/км².  Було 84 помешкання (31/км²).
Расовий склад населення:
| - 95,8 % — білих - 2,8 % — корінних американців - 1,4 % — чорних або афроамериканців |

До двох чи більше рас належало 0,0 %. Частка іспаномовних становила 0,0 % від усіх жителів.
За віковим діапазоном населення розподілялося таким чином: 20,8 % — особи молодші 18 років, 58,4 % — особи у віці 18—64 років, 20,8 % — особи у віці 65 років та старші. Медіана віку мешканця становила 44,9 року. На 100 осіб жіночої статі у селищі припадало 105,7 чоловіків;  на 100 жінок у віці від 18 років та старших — 111,1 чоловіків також старших 18 років.
Середній дохід на одне домашнє господарство  становив 37 812 долари США (медіана — 31 875), а середній дохід на одну сім'ю — 47 365 доларів (медіана — 42 000). За межею бідності перебувало 14,0 % осіб, у тому числі 6,7 % дітей у віці до 18 років та 6,7 % осіб у віці 65 років та старших.
Цивільне працевлаштоване населення становило 60 осіб. Основні галузі зайнятості: виробництво — 35,0 %, роздрібна торгівля — 16,7 %, мистецтво, розваги та відпочинок — 16,7 %.